# Горњи Катун
Горњи Катун је насеље у Србији у општини Варварин у Расинском округу. Према попису из 2022. било је 1194 становника (према попису из 1991. било је 1642 становника).
Овде се налазе Запис Ђорђевића орах код цркве (Горњи Катун), Запис крст код цркве (Горњи Катун), Запис јасен код школе (Горњи Катун).

## Историја
До Другог српског устанка Горњи Катун (тада само Катун) се налазио у саставу Османског царства. Након Другог српског устанка Катун улази у састав Кнежевине Србије и административно је припадао Јагодинској нахији и Темнићској кнежини све до 1834. године када је Србија подељена на сердарства.

### Порекло становништва
Према пореклу ондашње становништво Горњег Катуна из 1905. године може се овако распоредити:
Староседелаца има 4 породице са 67 куће
Косовско-метохијских досељеника има 6 породице са 85 куће
Из околине Врања и Лесковца има 3 породице са 52 куће
Из околине и Ћићевца има 3 породице са 31 куће
Из Ниша има 1 породица са 5 куће

## Демографија
У насељу Горњи Катун живи 1217 пунолетних становника, а просечна старост становништва износи 42,4 година (41,3 код мушкараца и 43,4 код жена). У насељу има 394 домаћинства, а просечан број чланова по домаћинству је 3,73.
Ово насеље је великим делом насељено Србима (према попису из 2002. године), а у последња три пописа, примећен је пад у броју становника.
|  |

| Демографија | Демографија | Демографија |
| Година      | Становника  | Становника  |
| ----------- | ----------- | ----------- |
| 1948.       | 1.767       |             |
| 1953.       | 1.781       |             |
| 1961.       | 1.743       |             |
| 1971.       | 1.808       |             |
| 1981.       | 1.773       |             |
| 1991.       | 1.642       | 1.559       |
| 2002.       | 1.468       | 1.563       |

| Етнички састав према попису из 2002.‍ | Етнички састав према попису из 2002.‍ | Етнички састав према попису из 2002.‍ | Етнички састав према попису из 2002.‍ | Етнички састав према попису из 2002.‍ |
| ------------------------------------ | ------------------------------------ | ------------------------------------ | ------------------------------------ | ------------------------------------ |
|                                      |                                      |                                      |                                      |                                      |
| Срби                                 | Срби                                 |                                      | 1.437                                | 97,88%                               |
| Роми                                 | Роми                                 |                                      | 13                                   | 0,88%                                |
| Македонци                            | Македонци                            |                                      | 2                                    | 0,13%                                |
| Црногорци                            | Црногорци                            |                                      | 1                                    | 0,06%                                |
| Хрвати                               | Хрвати                               |                                      | 1                                    | 0,06%                                |
| Мађари                               | Мађари                               |                                      | 1                                    | 0,06%                                |
| непознато                            | непознато                            |                                      | 11                                   | 0,74%                                |

| Катун (Горњи и Доњи) у пописима Јагодинске нахије — од 1818. до 1829.             |       |       |       |       |       |       |          |       |       |       |       |       |
| Година пописа                                                                     | 1818. | 1819. | 1820. | 1821. | 1822. | 1823. | 1824/25. | 1825. | 1826. | 1827. | 1828. | 1829. |
| Куће                                                                              | 78    | 85    | 84    | 86    | 88    | 94    | 92       | 92    | 94    | 94    | 98    | 98    |
| Пореске главе*                                                                    | -     | 102   | 102   | 101   | 110   | 109   | 108      | 107   | 105   | 107   | 110   | 110   |
| Арачке главе**                                                                    | 182   | 193   | 202   | 202   | 205   | 216   | 237      | 255   | 264   | 271   | 283   | 277   |
| *Пореске главе = Ожењени мушкарци \| ** Арачке главе = Мушкарци од 7 до 70 година |       |       |       |       |       |       |          |       |       |       |       |       |

| Година пописа     | 1948. | 1953. | 1961. | 1971. | 1981. | 1991. | 2002. |
| ----------------- | ----- | ----- | ----- | ----- | ----- | ----- | ----- |
| Број домаћинстава | 367   | 373   | 399   | 447   | 429   | 423   | 394   |

| Број чланова      | 1  | 2  | 3  | 4  | 5  | 6  | 7  | 8  | 9 | 10 и више | Просек |
| ----------------- | -- | -- | -- | -- | -- | -- | -- | -- | - | --------- | ------ |
| Број домаћинстава | 51 | 78 | 58 | 68 | 67 | 43 | 13 | 13 | 3 | 0         | 3,73   |

| Пол    | Укупно | Неожењен/Неудата | Ожењен/Удата | Удовац/Удовица | Разведен/Разведена | Непознато |
| ------ | ------ | ---------------- | ------------ | -------------- | ------------------ | --------- |
| Мушки  | 617    | 142              | 429          | 36             | 9                  | 1         |
| Женски | 646    | 84               | 428          | 116            | 14                 | 4         |
| УКУПНО | 1.263  | 226              | 857          | 152            | 23                 | 5         |

| Пол    | Укупно                    | Пољопривреда, лов и шумарство | Рибарство                            | Вађење руде и камена | Прерађивачка индустрија       |
| ------ | ------------------------- | ----------------------------- | ------------------------------------ | -------------------- | ----------------------------- |
| Мушки  | 335                       | 206                           | 0                                    | 3                    | 48                            |
| Женски | 213                       | 123                           | 0                                    | 0                    | 25                            |
| УКУПНО | 548                       | 329                           | 0                                    | 3                    | 73                            |
| Пол    | Производња и снабдевање   | Грађевинарство                | Трговина                             | Хотели и ресторани   | Саобраћај, складиштење и везе |
| Мушки  | 1                         | 10                            | 21                                   | 3                    | 11                            |
| Женски | 0                         | 2                             | 24                                   | 0                    | 0                             |
| УКУПНО | 1                         | 12                            | 45                                   | 3                    | 11                            |
| Пол    | Финансијско посредовање   | Некретнине                    | Државна управа и одбрана             | Образовање           | Здравствени и социјални рад   |
| Мушки  | 1                         | 1                             | 6                                    | 3                    | 3                             |
| Женски | 3                         | 4                             | 6                                    | 5                    | 11                            |
| УКУПНО | 4                         | 5                             | 12                                   | 8                    | 14                            |
| Пол    | Остале услужне активности | Приватна домаћинства          | Екстериторијалне организације и тела | Непознато            | Непознато                     |
| Мушки  | 3                         | 0                             | 0                                    | 15                   | 15                            |
| Женски | 2                         | 0                             | 0                                    | 8                    | 8                             |
| УКУПНО | 5                         | 0                             | 0                                    | 23                   | 23                            |